# Alseis mutisii
Alseis mutisii är en måreväxtart som beskrevs av Harold Norman Moldenke. Alseis mutisii ingår i släktet Alseis och familjen måreväxter. Inga underarter finns listade i Catalogue of Life.